# Bahnhof Shimo-Kitazawa
Der Bahnhof Shimo-Kitazwa (jap. 下北沢駅, Shimo-Kitazawa-eki) ist ein Bahnhof in der japanischen Hauptstadt Tokio. Er befindet sich im Bezirk Setagaya und ist ein bedeutender Verkehrsknotenpunkt, der gemeinsam von den Bahngesellschaften Odakyū Dentetsu und Keiō Dentetsu betrieben wird.

## Verbindungen
Shimo-Kitazwa ist ein Kreuzungsbahnhof, an dem sich zwei Linien auf unterschiedlichen Ebenen kreuzen. Es handelt sich einerseits um die Odakyū Odawara-Linie der Bahngesellschaft Odakyū Dentetsu von Shinjuku nach Odawara, andererseits um die Keiō Inokashira-Linie der Keiō Dentetsu von Shibuya nach Kichijōji. Vom Verkehrsaufkommen her sind beide etwa gleich bedeutend. Auf der Odawara-Linie halten – mit Ausnahme der zuschlagspflichtigen Romancecar-Schnellzüge – sämtliche Nahverkehrs- und Eilzüge. Dabei werden in beiden Richtungen bis zu 33 Verbindungen in der Stunde angeboten. Die Zuggattungen Junkyū (Semi Express) und Tsūkin-junkyū (Commuter Semi Express) verkehren, von Isehara her kommend, nicht nach Shinjuku, sondern werden in Yoyogi-Uehara zur Chiyoda-Linie der U-Bahn Tokio durchgebunden. In der Gegenrichtung fahren die übrigen Eilzüge nach Odawara, Fujisawa, Katase-Enoshima und Karakida. Nahverkehrszüge mit Halt an allen Bahnhöfen verbinden in der Regel Shinjuku mit Hon-Atsugi.
Auf der Inokashira-Linie verkehren Eil- und Nahverkehrszüge abwechselnd alle sechs bis acht Minuten, was zusammen einen Drei- bzw. Vierminutentakt ergibt; während der morgendlichen Hauptverkehrszeit fahren nur Nahverkehrszüge in einem Zwei- bis Vierminutentakt. Die nächstgelegene Bushaltestelle befindet sich etwa 150 Meter östlich des Bahnhofs an der Chazawa-dōri und wird von einer Linie der Gesellschaft Odakyu City Bus bedient.

## Anlage
Der Turmbahnhof steht im Südwesten des Stadtteils Kitazawa, der zum Tokioter Bezirk Setagaya gehört. Oberirdisch verläuft die Keiō Inokashira-Linie der Keiō Dentetsu. Der Bahnhofteil dieser Bahngesellschaft ist von Osten nach Westen ausgerichtet und besitzt zwei Gleise an einem vollständig überdachten Mittelbahnsteig. Während sich der östliche Teil des Bahnsteigs auf einem Viadukt befindet, ist der westliche Teil ebenerdig und wird durch einen höhengleichen Bahnübergang begrenzt. Die darunter liegende Verteilerebene ist zum Teil in den leicht abfallenden Hang hinein gebaut, mit dem Hauptausgang auf Straßenniveau.
Schräg unter dem Viadukt in Nordost-Südwest-Richtung angeordnet ist das lang gestreckte Empfangsgebäude der Odakyū Dentetsu, das ebenfalls einen Zugang zum darüber befindlichen Keiō-Bahnhof ermöglicht. Sein Hauptzweck ist jedoch der Zugang zu den Bahnsteigen der unterirdisch verlaufenden Odawara-Linie, der mittels Treppen, Aufzügen und Rolltreppen erfolgt. Der Tunnelbahnhof besteht aus zwei übereinanderliegenden Ebenen, die jeweils zwei Gleise an einem Mittelbahnsteig umfassen. Die obere Ebene im ersten Untergeschoss dient vor allem dem Nahverkehr und jenen Eilzügen, die in Yoyogi-Uehara zur U-Bahn durchgebunden werden. Auf der unteren Ebene im zweiten Untergeschoss verkehren Schnellzüge und die Eilzüge von und nach Shinjuku.
Im Fiskaljahr 2019 nutzten durchschnittlich 237.319 Fahrgäste täglich den Bahnhof. Davon entfielen 121.739 auf die Odakyū Dentetsu und 115.580 auf die Keiō Tetsudō.

## Bilder

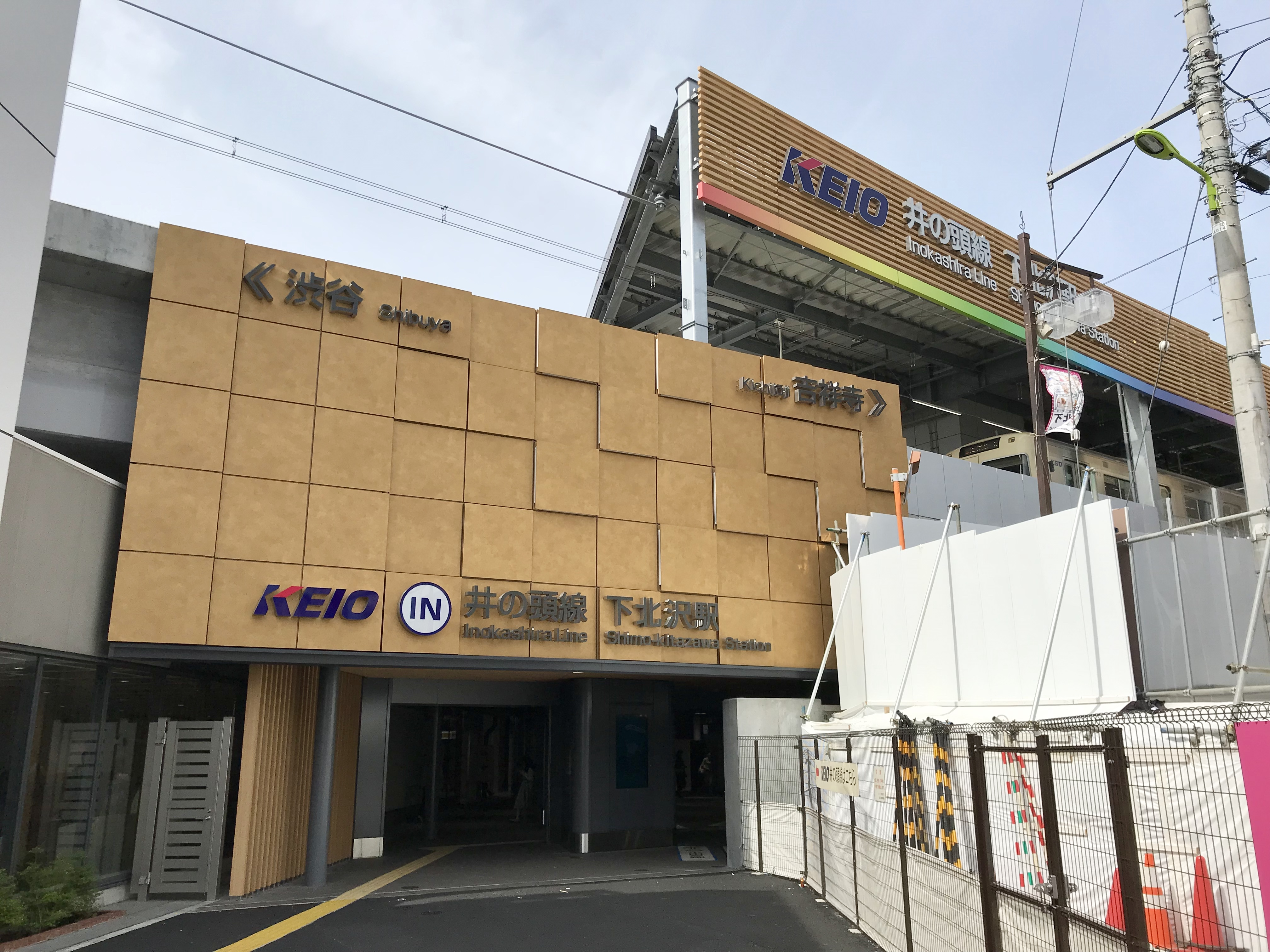
Zugang zum Keiō-Bahnhof
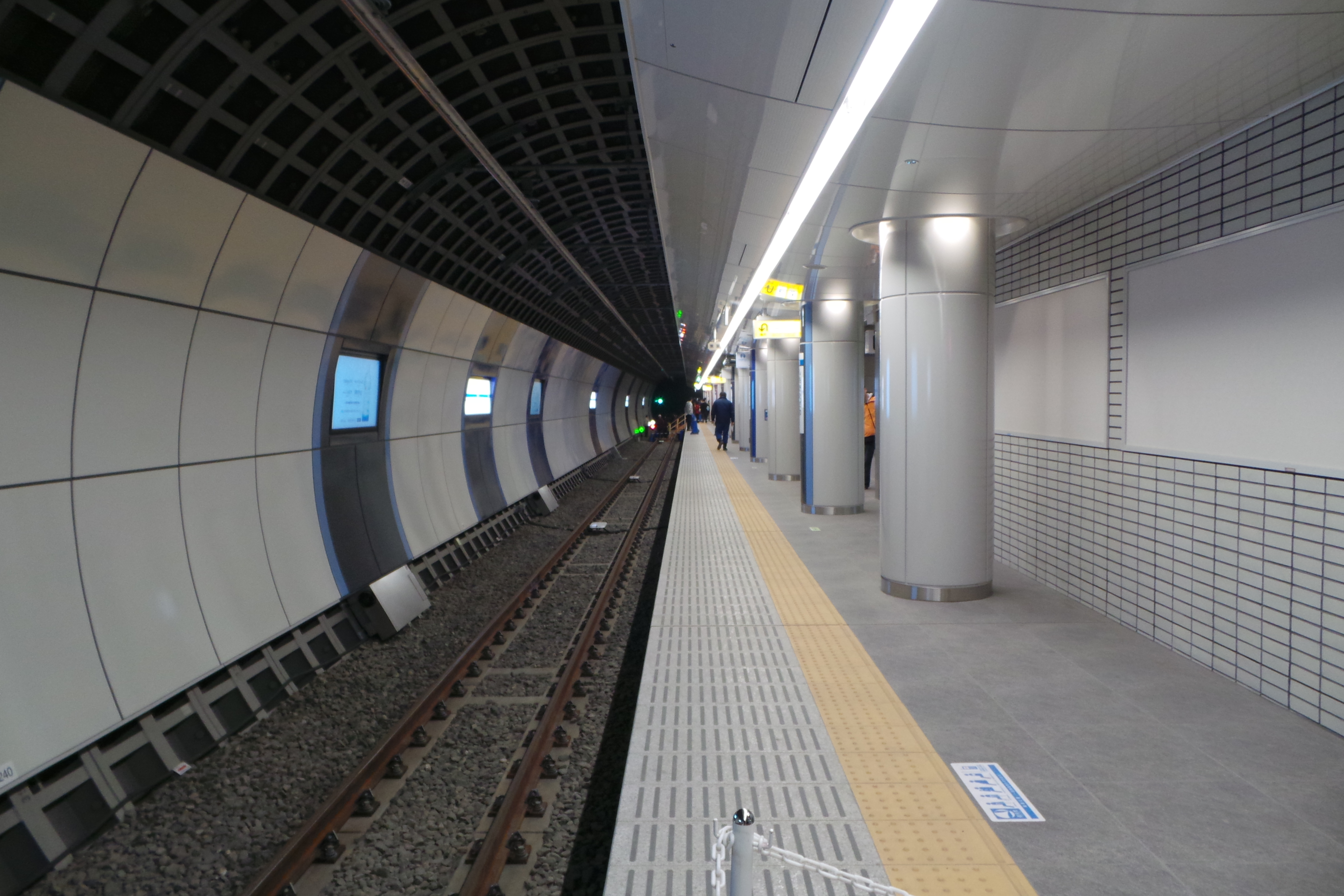
Obere Ebene des Odakyū-Tunnelbahnhofs
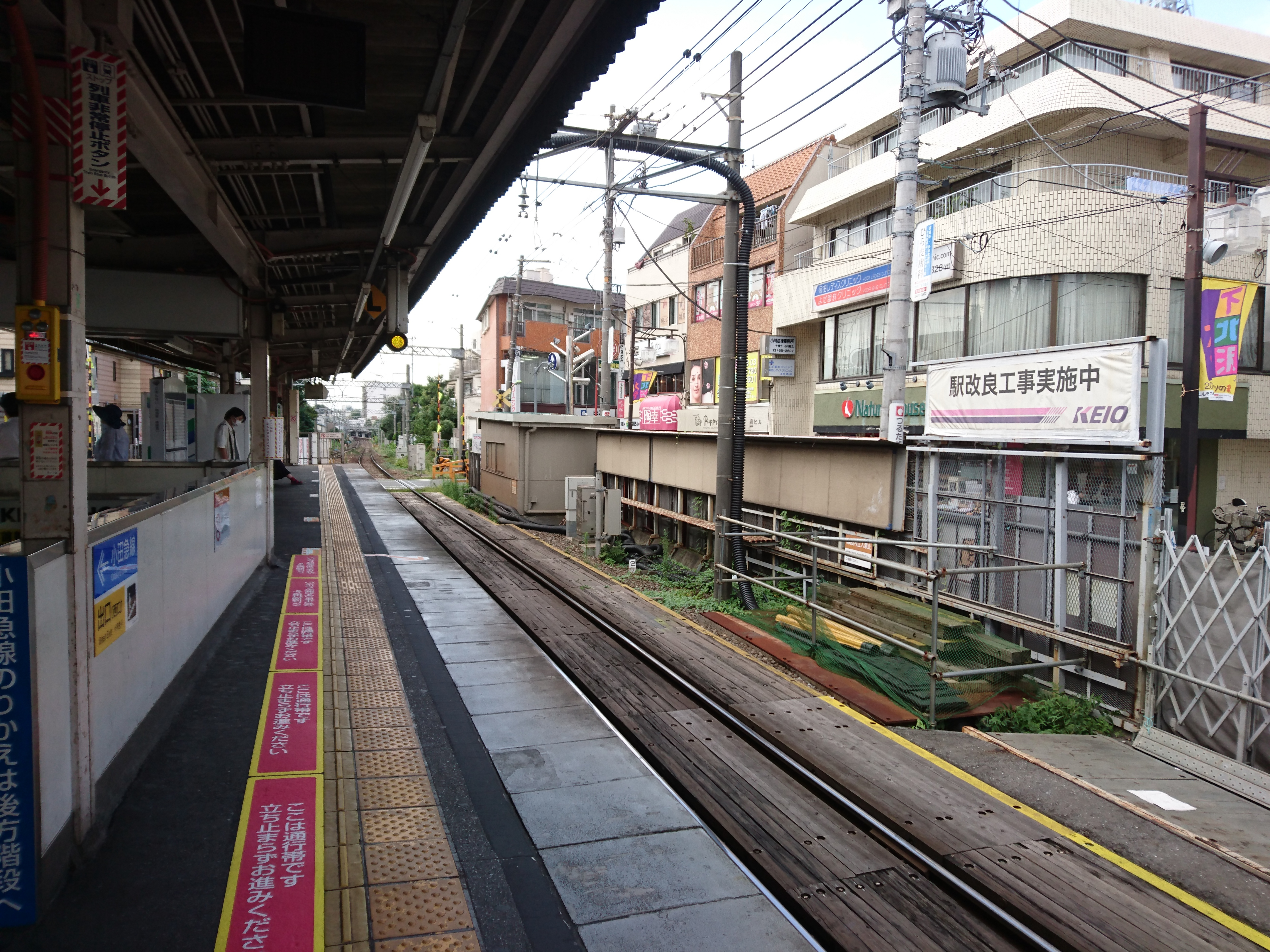
Bahnsteig der Inokashira-Linie
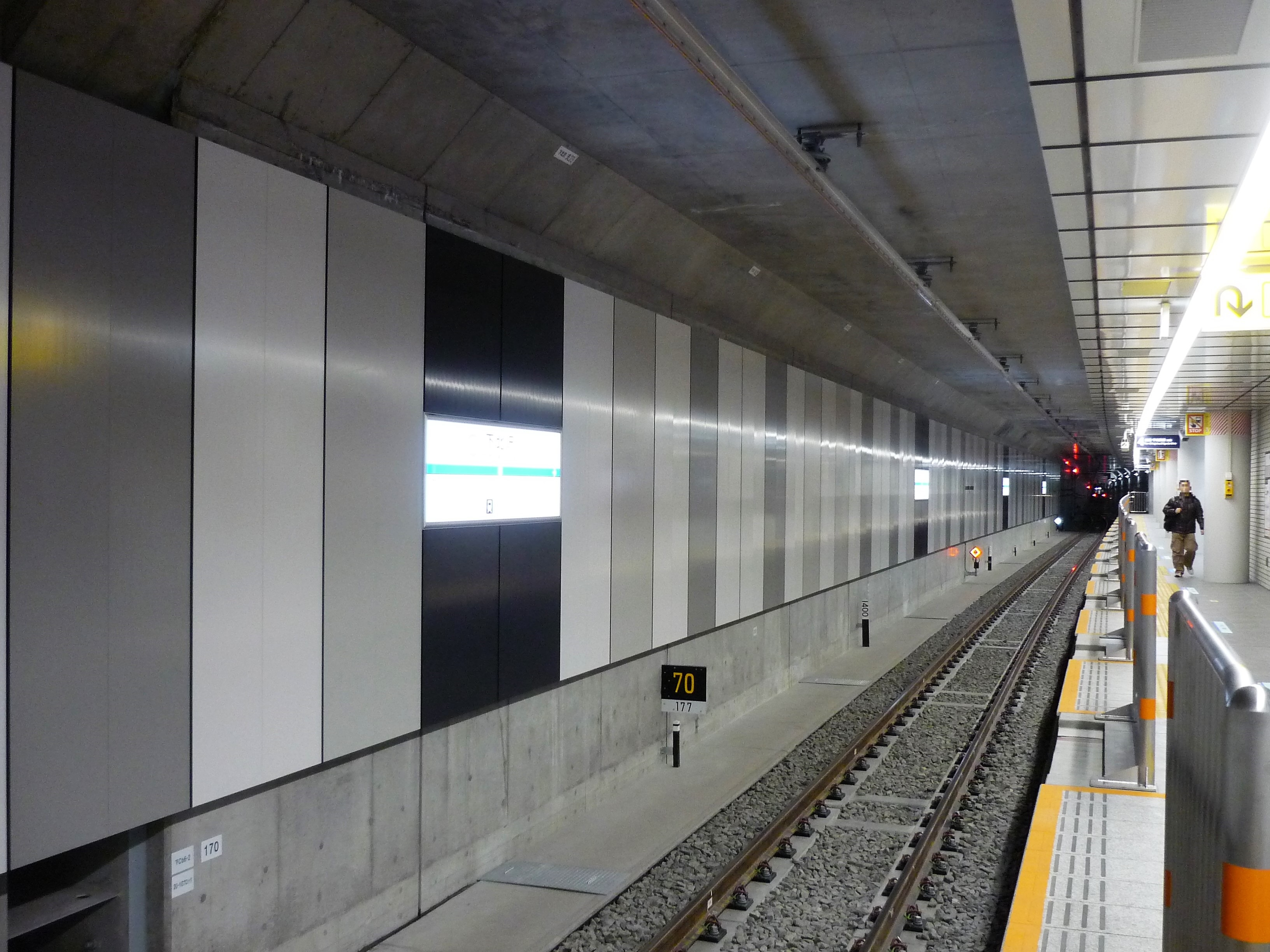
Untere Ebene des Odakyū-Tunnelbahnhofs

## Gleise
Odakyū Dentetsu
(1. Untergeschoss, Nahverkehrs- und Eilzüge)
| 3 | ▉ Odakyū Odawara-Linie | Odawara • Katase-Enoshima • Karakida     |
| 4 | ▉ Odakyū Odawara-Linie | Yoyogi-Uehara • Shinjuku • Chiyoda-Linie |

(2. Untergeschoss, Schnell- und Eilzüge)
| 1 | ▉ Odakyū Odawara-Linie | Odawara • Katase-Enoshima • Karakida |
| 2 | ▉ Odakyū Odawara-Linie | Yoyogi-Uehara • Shinjuku             |

Keiō Dentetsu
| 1 | ▉ Keiō Inokashira-Linie | Meidaimae • Kichijōji |
| 2 | ▉ Keiō Inokashira-Linie | Shibuya               |

## Linien
| Verlauf der Keiō Inokashira-Linie |
| --- |
| Shibuya • Shinsen • Komaba-Tōdaimae • Ikenoue • Shimo-Kitazawa • Shindaita • Higashi-Matsubara • Meidaimae • Eifukuchō • Nishi-Eifuku • Hamadayama • Takaido • Fujimigaoka • Kugayama • Mitakadai • Inokashira-kōen • Kichijōji |

| Verlauf der Odakyū Odawara-Linie |
| --- |
| Shinjuku • Minami-Shinjuku • Sangūbashi • Yoyogi-Hachiman • Yoyogi-Uehara • Higashi-Kitazawa • Shimo-Kitazawa • Setagaya-Daita • Umegaoka • Gōtokuji • Kyōdō • Chitose-Funabashi • Soshigaya-Ōkura • Seijōgakuen-mae • Kitami • Komae • Izumi-Tamagawa • Noborito • Mukōgaoka-Yūen • Ikuta • Yomiuriland-mae • Yurigaoka • Shin-Yurigaoka • Kakio • Tsurukawa • Tamagawagakuen-mae • Machida • Sagami-Ōno • Odakyū-Sagamihara • Sōbudai-mae • Zama • Ebina • Atsugi • Hon-Atsugi • Aikō-Ishida • Isehara • Tsurumaki-Onsen • Tōkaidaigaku-mae • Hadano • Shibusawa • Shin-Matsuda • Kaisei • Kayama • Tomizu • Hotaruda • Ashigara • Odawara |

## Geschichte
Die Bahngesellschaft Odawara Kyūkō Tetsudō eröffnete den Bahnhof am 1. April 1927, zusammen mit der gesamten Odakyū Odawara-Linie von Shinjuku nach Odawara. Am 1. August 1933 folgte die Eröffnung des ersten Abschnitts der Shibuya-Linie (渋谷線, Shibuya-sen) durch die Teito Dentetsu. Sie verband Shibuya mit Inokashira-kōen (ab 1934 mit Kichijōji) und erhielt einen eigenen Bahnhof namens Shimo-Kitazawa in unmittelbarer Nachbarschaft. Die Teito Dentetsu fusionierte am 1. Mai 1940 mit der Odawara Kyūkō Tetsudō, zumal beide Bahngesellschaften damals dem Energieversorgungsunternehmen Kinugawa Suiryoku gehörten. Diese wiederum verlor aufgrund der Zwangsverstaatlichung der Elektrizitätswirtschaft ihr Hauptgeschäft und schloss sich mit ihrer Tochtergesellschaft zusammen. Daraus entstand am 1. März 1941 die Odakyū Dentetsu, am selben Tag wurde die Shibuya-Linie in Teito-Linie (帝都線, Teito-sen) umbenannt. Dieser Name war nur kurzlebig, denn am 1. Mai 1942 ging die Odakyū Dentetsu am im Daitokyū-Konglomerat auf, das die neue Bezeichnung Inokashira-Linie einführte.
Zwei Jahre nach dem Ende des Pazifikkriegs beschlossen die Aktionäre am 26. November 1947 an einer außerordentlichen Versammlung, das finanziell angeschlagene Daitokyū-Konglomerat durch Ausgründungen aufzulösen. Auf diese Weise gelangte die Odawara-Linie am 1. Juni 1948 zurück an die Odakyū Dentetsu, während die Inokashira-Linie in den Besitz der Keiō Teito Dentetsu (seit 1998 Keiō Dentetsu) überging. Ab Mitte der 1970er Jahre plante die Odakyū Dentetsu den Ausbau des am stärksten belasteten Abschnitts der Odawara-Linie von zwei auf vier Gleise, doch langwierige Enteignungs- und Entschädigungsverfahren zögerten die Umsetzung immer wieder hinaus und führten zu Planänderungen. Die Arbeiten im Bereich um Shimo-Kitazawa begannen schließlich im September 2004. Sie umfassten den Ersatz des bisher ebenerdigen Odakyū-Bahnhofs durch einen Tunnelbahnhof auf zwei Ebenen. Die obere Ebene ging am 23. März 2013 in Betrieb, die untere Ebene am 3. März 2018.